# Nahr-e Mohoseyn
Nahr-e Mohoseyn (em persa: , também romanizada como Nahr-e Moḩoseyn) é uma aldeia do distrito rural de Nasar, no condado de Abadan, na província de Khuzistão, Irã.
Segundo o censo de 2006, sua população era de 30 habitantes, em 7 famílias.